# Betschurinus farmae
Genre
Espèce
Betschurinus farmae, unique représentant du genre Betschurinus, est une espèce de collemboles de la famille des Katiannidae.

## Distribution
Cette espèce est endémique de Toscane en Italie.

## Étymologie
Le genre Betschurinus est nommé en l'honneur de Jean-Marie Betsch.
Son nom d'espèce, farmae, lui a été donné en référence au lieu de sa découverte, la vallée du Farma (d), une petite rivière à environ 20-25 km au sud de Sienne.

## Publication originale
- Dallai & Martinozzi, 1980 : « Richerche sui Collemboli XXV. La Val di Farma ». Atti della Accademia dei Fisiocritici in Siena, vol. 12, p. 103-153.